# Kazimierz (gromada w powiecie głubczyckim)
Kazimierz – dawna gromada, czyli najmniejsza jednostka podziału terytorialnego Polskiej Rzeczypospolitej Ludowej w latach 1954–1972.
Gromady, z gromadzkimi radami narodowymi (GRN) jako organami władzy najniższego stopnia na wsi, funkcjonowały od reformy reorganizującej administrację wiejską przeprowadzonej jesienią 1954 do momentu ich zniesienia z dniem 1 stycznia 1973, tym samym wypierając organizację gminną w latach 1954–1972.
Gromadę Kazimierz z siedzibą GRN w Kazimierzu utworzono – jako jedną z 8759 gromad na obszarze Polski – w powiecie głubczyckim w woj. opolskim, na mocy uchwały nr VII/19/54 WRN w Opolu z dnia 4 października 1954. W skład jednostki weszły obszary dotychczasowych gromad: Kazimierz ze zniesionej gminy Lisięcice  w tymże powiecie oraz Ciesznów ze zniesionej gminy Gościęcin w powiecie kozielskim w tymże województwie. Dla gromady ustalono 10 członków gromadzkiej rady narodowej.
Gromadę zniesiono 31 grudnia 1959, a jej obszar włączono do znoszonej gromady Klisino (wieś Kazimierz) i do gromady Lisięcice (wieś Ciesznów) w tymże powiecie.